# Mauterndorf
Mauterndorf est une commune (Marktgemeinde) autrichienne du district de Tamsweg dans le land de Salzbourg.

## Géographie
Situé dans la région historique de Lungau, le territoire communal s'étend sur le versant sud des Niedere Tauern, un massif des Alpes orientales centrales. De Mauterndorf, une route sinueuse mène au Tweng et au col de Radstädter Tauern, à 1 738 m.

### Subdivisions
- Faningberg
- Mauterndorf
- Neuseß
- Steindorf

## Histoire

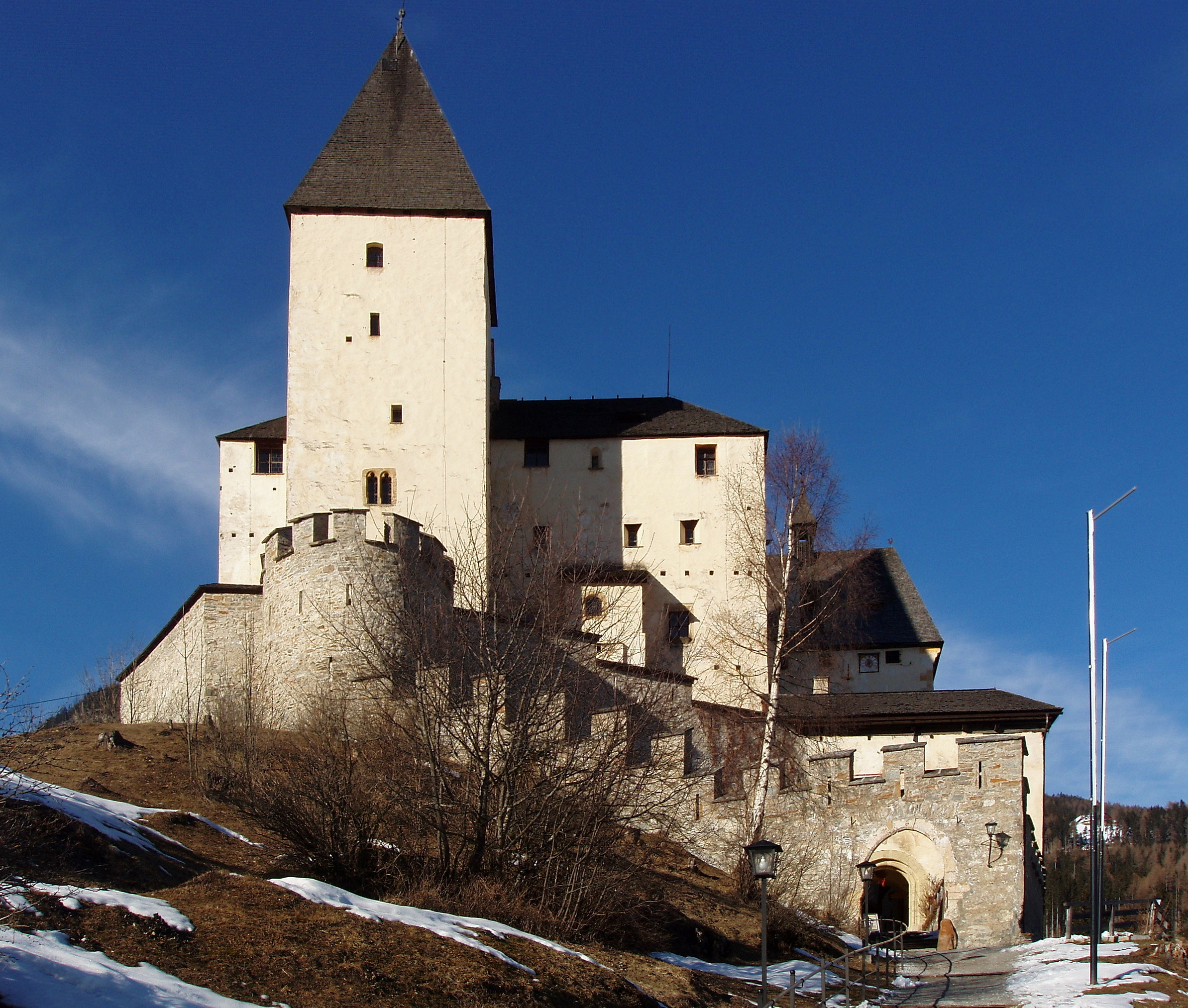
Le château de Mauterndorf.

Déjà dans l'Antiquité, une voie romaine passait sur les Niedere Tauern et un camp fortifié se trouvait dans la vallée. On trouve mention d'un lieu bavarois pour la première fois en 1002, il passa ensuite entre les mains des archevêques de Salzbourg. En 1217, Mauterndorf obtint le droit de tenir marché (Marktgemeinde). Le nom fait référence à un poste de péage (Maut), géré par les chanoines de Salzbourg. Un château épiscopal au-dessus du centre de commerce est construit à partir de 1253; aussi pour sécuriser la frontière avec le duché de Styrie à l'est.
Après la sécularisation du prince-archevêché de Salzbourg en 1803, la forteresse tombe en ruines. En 1894, elle fut acquise et reconstruite par Hermann Epentein, un médecin militaire prussien qui était le parrain de Hermann Göring et son frère Albert. Hermann Göring y resta pour une longue période dans sa jeunesse. Aujourd'hui, le château est aux mains de l'État.

## Jumelage
- Cadolzburg (Allemagne)

## Personnalités
- Herbert Dreilich (1942–2004), chanteur.